# ハリストス復活大聖堂 (ベルリン)
座標: 北緯52度29分17秒 東経13度18分28.2秒 / 北緯52.48806度 東経13.307833度

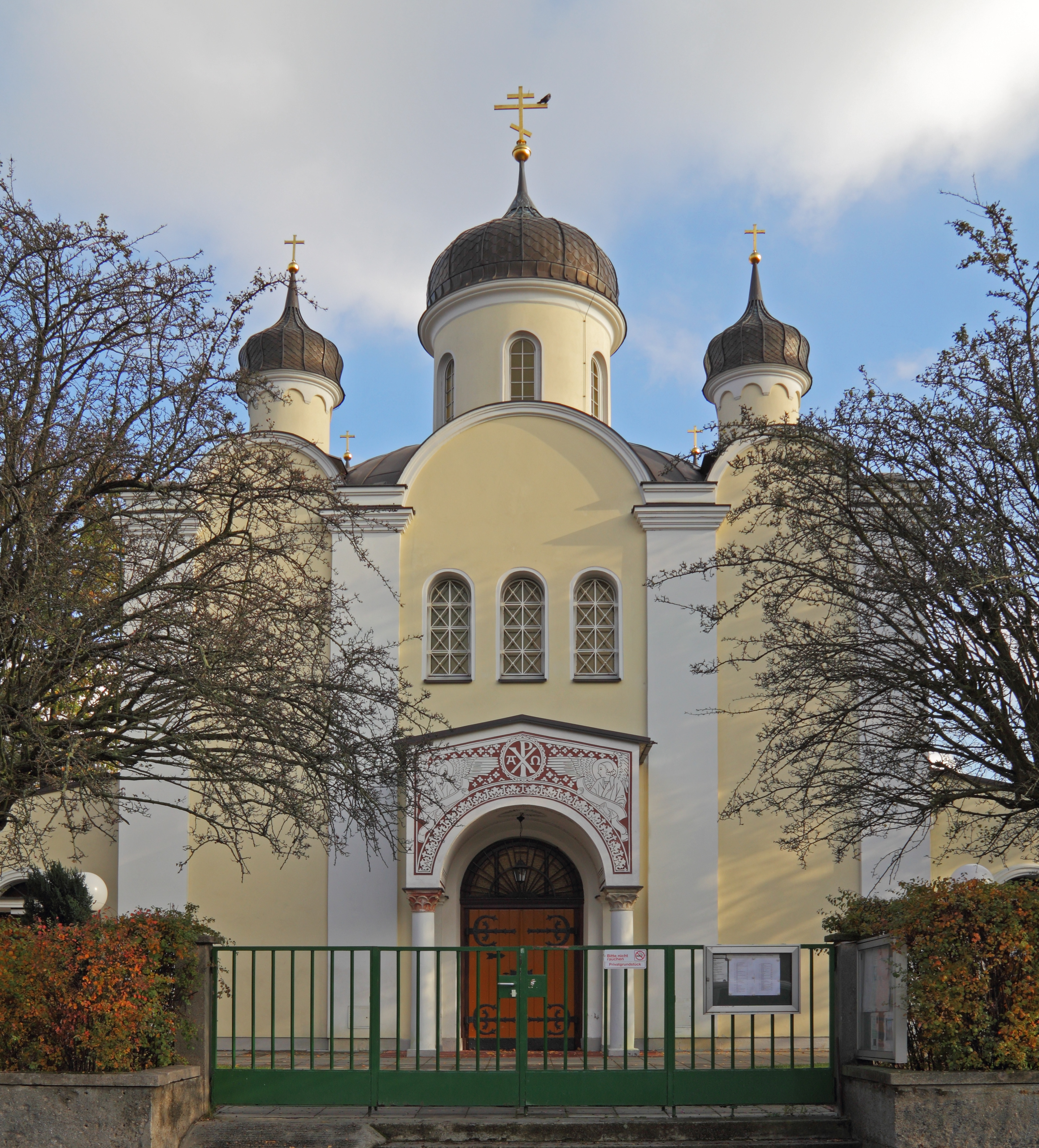
ハリストス復活大聖堂

ハリストス復活大聖堂（ハリストスふっかつだいせいどう、ドイツ語: Christi-Auferstehungs-Kathedrale）は、ベルリンのシャルロッテンブルク＝ヴィルマースドルフ区のヴィルマースドルフ地区にあるロシア正教会の聖堂。
聖堂は1936年から1938年にかけて、カール・シェルベルク（Karl Schellberg）の設計のもと建設された。